# Christoph Betz
Christoph Betz (* 11. Oktober 1978 in Regensburg) ist ein deutscher Jurist. Er ist seit dem 1. September 2023 Richter am Bundesarbeitsgericht.

## Leben und Wirken
Betz schloss seine juristische Ausbildung 2006 in Regensburg ab. Er war zunächst als Rechtsanwalt tätig und wurde 2007 promoviert. Anschließend trat er als Referent beim Bayerischen Staatsministerium für Arbeits- und Sozialordnung, Familie und Frauen in den Dienst des Freistaats Bayern ein. Ab Februar 2009 war er als Richter dem Arbeitsgericht Regensburg zugewiesen und von Februar bis März 2009 an das Landesarbeitsgericht München abgeordnet. Zum 1. August 2010 erfolgte seine Ernennung zum Richter am Arbeitsgericht beim Arbeitsgericht Regensburg. Von September 2019 bis August 2021 war Betz als wissenschaftlicher Mitarbeiter an das Bundesarbeitsgericht abgeordnet. Er wurde von Januar bis März 2023 beim Landesarbeitsgericht München erprobt.
Nach seiner Ernennung zum Richter am Bundesarbeitsgericht am 1. September 2023 wies das Präsidium Betz dem Vierten Senat zu, der vor allem für das Tarifvertragsrecht und für Streitigkeiten über Eingruppierungen zuständig ist.